# Transportkorps Speer
Das Transportkorps Speer war eine ab 1944 unter dieser Bezeichnung operierende und Albert Speer unterstehende Unterorganisation des Nationalsozialistischen Kraftfahrkorps (NSKK) während der Zeit des Nationalsozialismus. Zu seinen Hochzeiten im November 1942 verfügte es über fast 50.000 Fahrzeuge und etwa 70.000 Mann.

## Geschichte

### Transportbrigade Speer
Nachdem ab Sommer 1938 dem NSKK, bzw. der zu diesem Zweck gebildeten NSKK-Transport-Gruppe Todt, schrittweise die Verantwortung für das gesamte Fuhrwesen beim Bau des Westwalls übertragen worden war, wurde schon bald darauf der NSKK Baustab Speer geschaffen, um für den von Speer geplanten Umbau Berlins zur Welthauptstadt Germania die Baustellen zu beliefern. Ab August 1939, im Hinblick auf den zu erwartenden Kriegsbeginn, lag der Schwerpunkt vor allem auf dem Transport von Baumaterial für die vom Baustab Speer (Unterabteilung der Generalbauinspektion für die Reichshauptstadt/GBI) übernommenen Rüstungsbauwerke (u. a. Flugzeugfabriken in Wiener Neustadt und Brünn) und Bauten der Luftwaffe (Flugplätze und Bunker) im Reichsgebiet. Im Mai 1940 wurde der Verband in NSKK-Transportstandarte Speer umbenannt und dann mit der Lieferung des gesamten Nachschubs für alle Fronteinheiten der Luftwaffe beauftragt, ein frühes Beispiel von privatwirtschaftlich organisierten Kriegsunterstützungsleistungen. Beim Beginn des Russlandfeldzuges im Juni 1941 wurde die inzwischen auf drei Regimenter angewachsene Standarte in NSKK-Transportbrigade Speer umbenannt. Sie folgte den vorrückenden deutschen Truppen zur infrastrukturellen Sicherung des Nachschubs.
Im Unterschied zur elastischen Organisation Todt war die Transportbrigade Speer nach militärischen Gesichtspunkten organisiert und in Regimenter, Abteilungen, Kompanien und Züge gegliedert. Im Laufe der Zeit wuchs sie auf insgesamt 10 NSKK-Kraftwagen-Transportregimenter (Speer) an. Sieben Regimenter (Nr. 1–6 und 10) beförderten Munition aus Speers Munitionsfabriken für die Luftwaffe, drei (Nr. 7–9) für das Heer. Die Regimenter 1, 2, 3, 8 und 9 dienten an der Ostfront, das 5. und 6. in Kroatien, das 7. in Italien, das 10. in Finnland und das 4. in Nordafrika. Die Mitglieder der Transportbrigade Speer trugen die graublaue Uniform der Luftwaffe oder die braune Uniform des Baustabes Speer. Zur Brigade gehörten außerdem die 1941 gebildeten NSKK-Transportabteilungen 496 bis 500, die später wohl den Regimentern 5, 6 und 10 zugeteilt wurden, der im März 1944 in Norditalien gebildete Kraftwagenabschnitt Süd mit vier Abteilungen, und das 1942 für Bauaufgaben im Ruhrgebiet aufgestellte OT-Regiment Speer.

### Legion Speer

#### Geschichte
Angesichts des Kraftfahrermangels während des Krieges, und weil das NSKK als eine Gliederung der NSDAP nur Deutsche beschäftigen konnte, wurde im September 1942 die Legion Speer gegründet, die ausländische Fahrer, Mechaniker und anderes Transportpersonal rekrutierte. Kommandeur der Legion Speer wurde mit dem Rang eines Generalkapitäns der NSKK-Gruppenführer Martin Jost. Das Personal bestand aus Freiwilligen aus europäischen Ländern, die einen persönlichen Eid auf Hitler schwören mussten; den größten Anteil stellten sowjetische Kriegsgefangene, sogenannte „Hilfswillige“ und Zwangsarbeiter, aber es gab auch eine erhebliche Anzahl Freiwilliger aus den Reihen russischer Emigranten in Frankreich. Schließlich waren lediglich die Führungsstellen der Legion in der Hand von Deutschen. Die Uniform war ursprünglich schwarz, ab April 1943 olivgrün; da die Lieferungen unzureichend waren, gab es 1944 eine Mischung von Uniformen. Einheitlich war nur die Armbinde „Legion Speer“.
Im Nürnberger Prozess gegen die Hauptkriegsverbrecher wurde die Zwangsrekrutierung von Zivilisten in den besetzten Gebieten zur paramilitärischen Legion Speer als Kriegsverbrechen angeklagt.

#### Dienstgrade
- Höhere Führer: Generalkapitän
- Führer: Chefkapitän (vergleichbar mit einem Oberst), Stabskapitän (vergleichbar mit einem Oberstleutnant), Kapitän (vergleichbar mit einem Major), Hauptzugführer, Oberzugführer, Zugführer
- Unterführer: Stabsfahrmeister, Hauptfahrmeister, Oberfahrmeister, Fahrmeister, Unterfahrmeister
- Mannschaften: Hauptkraftfahrer, Oberkraftfahrer, Kraftfahrer

### Transportkorps Speer

#### Geschichte
Am 22. Juli 1942 wurden alle Lastwagen-Transport-Organisationen der Organisation Todt – die NSKK-Transportbrigade Todt, die NSKK-Transportbrigade Speer und die Legion Speer – zusammengefasst und unter der Bezeichnung NSKK-Transportgruppe Todt dem NSKK-Gruppenführer Wilhelm Nagel unterstellt. Nagel hatte zuvor innerhalb der GBI die Transportabteilung des Generalbauinspektors für die Reichshauptstadt Speer geleitet, und er führte die neue Organisation bis zum Kriegsende. Im Juni 1944 erhielt Nagels Organisation den Namen „Transportkommando Speer“ oder auch „Transportkorps Speer“. Sie verfügte im Oktober 1942 über fast 50.000 Fahrzeuge und umfasste etwa 70.000 Mann.
Neben seinen vielen anderen Aufgaben oblag dem Transportkorps Speer auch der Transport von Kunst- und Kulturgütern aus dem Frontbereich und aus den besetzten Ländern nach Deutschland (vgl. Kunstraub). Gegen Ende des Krieges war es auch mit der Rücksiedlungsaktion deutscher Mennoniten aus der Sowjetunion befasst.

#### Dienstgrade
- Höhere Führer: Korpskommandant (vergleichbar mit einem Generalleutnant), Gruppenkommandant (vergleichbar mit einem Generalmajor), Brigadekommandant
- Führer: Oberstkapitän (vergleichbar mit einem Oberst), Oberfeldkapitän (vergleichbar mit einem Oberstleutnant), Oberstabskapitän (vergleichbar mit einem Major), Stabskapitän, Oberfeldkornett, Feldkornett, Kornett
- Unterführer: Stabsfahrmeister, Hauptfahrmeister, Oberfahrmeister, Fahrmeister, Unterfahrmeister
- Mannschaften: Hauptkraftfahrer, Oberkraftfahrer, Kraftfahrer

## Transportflotte Speer

### Geschichte
Schon 1937 bildete Speer die sogenannte Transportflotte Speer, um mit ihren zahlreichen Binnentransportschiffen die aus Schweden und Norwegen in den deutschen Seehäfen angelieferten Granitwerksteine für Germania über das deutsche Binnenwasserstraßennetz nach Berlin zu transportieren. Nach Kriegsbeginn wurde sie dann vor allem zur Versorgung Berlins mit Kohle und anderen Rohstoffen eingesetzt. Während der Vorbereitung zur geplanten Invasion Großbritanniens 1941 verlegte der Stab der Transportflotte Speer nach Groningen, weil in den Niederlanden Schiffsmaterial und ausgebildetes Binnenschifferpersonal zur Verfügung stand. Mitte 1942 wurde ihr auch die Versorgung der OT-Einsatzgruppe Wiking in Norwegen und damit die Materialzufuhr und der Gerätetransport für alle OT-Baustellen in Dänemark und Norwegen übertragen und sie wurde der OT eingegliedert. Einsatzleiter war „Großkapitän“ Erik Seyd, ein Reeder. Die Transportflotte Speer wuchs bis auf etwa 10.000 Mann an, zum großen Teil norwegische Seeleute, die in der Speer-Schule in Sandefjord geschult wurden. Mit der zunehmenden Bombardierung der Straßen- und Bahnknotenpunkte wurde Transport zu Wasser immer wichtiger: im Juli 1944 bereederte die Transportflotte Speer mehr als 2000 Schiffe mit einer Gesamttonnage von rund 500.000 BRT, die 31 See- und Binnenhäfen in Frankreich, Belgien, den Niederlanden, Deutschland, Dänemark, Norwegen, Finnland, der Sowjetunion, Rumänien und Italien bedienten.

### Dienstgrade
- Höhere Führer: Großkapitän (vergleichbar mit einem Generalmajor), Generalkapitän
- Führer: Kommodore (vergleichbar mit einem Oberst), Stabskapitän (vergleichbar mit einem Oberstleutnant), Kapitän (vergleichbar mit einem Major), Hauptschiffsführer, Oberschiffsführer, Schiffsführer
- Unterführer: Hauptbootsmann, Oberbootsmann, Bootsmann, Unterbootsmann
- Mannschaften: Hauptmatrose, Obermatrose, Vollmatrose, Matrose

## Kommandoflaggen
Im Herbst 1944 wurden spezielle Kommandoflaggen für das Transportkorps Speer eingeführt und vermutlich ab Dezember 1944 gleichzeitig mit einer Anzugsordnung für das Transportkorps Speer in Kraft gesetzt. Die Flaggen sollten aus Blech hergestellt und am linken Kotflügel des Fahrzeugs befestigt werden. Alle Stander bzw. Wimpel hatten eine Größe von 32 × 22 cm. Der Stander für den Korpsführer war diagonal geviertelt, oben schwarz, unten rot sowie links und rechts weiß. Im unteren Viertel befand sich in schwarzer Ausführung das Abzeichen des Transportkorps, bestehend aus den stilisierten Buchstaben „SP“, was für den Namen „Speer“ stand. Der Ersatzinspekteur erhielt einen Wimpel, in gleicher Breite schwarz-weiß-rot gestreift, mittig angebracht das Abzeichen des Korps in Schwarz. Für Regimentskommandeure bzw. Abschnittsführer war ein Stander vorgesehen, dunkelblau-schwarz-dunkelblau quergestreift mit dem Korpssymbol mittig in weißer Ausführung. Abteilungsführer erhielten das gleiche Modell in Wimpelform zugeteilt.

Korpsführer
Ersatzinspekteur
Regimentskommandeur, Abschnittsführer
Abteilungsführer